# Herb Piask
Herb Piask – jeden z symboli miasta Piaski i gminy Piaski w postaci herbu.

## Wygląd i symbolika
Herb przedstawia w polu czerwonym tarczy herbowej trzy rogi myśliwskie barwy czarnej ze złotymi okuciami, połączone ustnikami w gwiazdę. Herb nawiązuje kształtem do herbu szlacheckiego Trąby, którym posługiwał się Janusz Świerczowski, właściciel miasta w latach 1509-1514.

## Historia
W XV w. Piaski stanowiły własność Jana z Piask herbu Pomian. Dwie zachowane pieczęci z XVI i XVIII w. przedstawiają godło szlacheckiego herbu Trąby.